# Gymnastiek op de Olympische Zomerspelen 2024
Gymnastiek is een van de sporten die gepland staat voor de Olympische Zomerspelen 2024 in Parijs. Er zijn drie disciplines: artistieke gymnastiek, ritmische gymnastiek en trampolinespringen.

## Competitieschema
| Q | Kwalificaties | F | Finale |

| Datum →               | zat 27                | zon 28                | ma 29                 | di 30                 | wo 31                 | do 1                  | vr 2                  | za 3                  | zo 4                  | ma 5                  | di 6                  | wo 7                  | do 8                  | vr 9                  | za 10                 |
| Onderdeel ↓           | zat 27                | zon 28                | ma 29                 | di 30                 | wo 31                 | do 1                  | vr 2                  | za 3                  | zo 4                  | ma 5                  | di 6                  | wo 7                  | do 8                  | vr 9                  | za 10                 |
| Artistieke gymnastiek | Artistieke gymnastiek | Artistieke gymnastiek | Artistieke gymnastiek | Artistieke gymnastiek | Artistieke gymnastiek | Artistieke gymnastiek | Artistieke gymnastiek | Artistieke gymnastiek | Artistieke gymnastiek | Artistieke gymnastiek | Artistieke gymnastiek | Artistieke gymnastiek | Artistieke gymnastiek | Artistieke gymnastiek | Artistieke gymnastiek |
| --------------------- | --------------------- | --------------------- | --------------------- | --------------------- | --------------------- | --------------------- | --------------------- | --------------------- | --------------------- | --------------------- | --------------------- | --------------------- | --------------------- | --------------------- | --------------------- |
| team (m)              | Q                     |                       | F                     |                       |                       |                       |                       |                       |                       |                       |                       |                       |                       |                       |                       |
| meerkamp (m)          | Q                     |                       |                       |                       | F                     |                       |                       |                       |                       |                       |                       |                       |                       |                       |                       |
| paard (m)             | Q                     |                       |                       |                       |                       |                       |                       | F                     |                       |                       |                       |                       |                       |                       |                       |
| vloer (m)             | Q                     |                       |                       |                       |                       |                       |                       | F                     |                       |                       |                       |                       |                       |                       |                       |
| ringen (m)            | Q                     |                       |                       |                       |                       |                       |                       |                       | F                     |                       |                       |                       |                       |                       |                       |
| sprong (m)            | Q                     |                       |                       |                       |                       |                       |                       |                       | F                     |                       |                       |                       |                       |                       |                       |
| brug (m)              | Q                     |                       |                       |                       |                       |                       |                       |                       |                       | F                     |                       |                       |                       |                       |                       |
| rekstok (m)           | Q                     |                       |                       |                       |                       |                       |                       |                       |                       | F                     |                       |                       |                       |                       |                       |
| team (v)              |                       | Q                     |                       | F                     |                       |                       |                       |                       |                       |                       |                       |                       |                       |                       |                       |
| meerkamp (v)          |                       | Q                     |                       |                       |                       | F                     |                       |                       |                       |                       |                       |                       |                       |                       |                       |
| sprong (v)            |                       | Q                     |                       |                       |                       |                       |                       | F                     |                       |                       |                       |                       |                       |                       |                       |
| brug (v)              |                       | Q                     |                       |                       |                       |                       |                       | F                     |                       |                       |                       |                       |                       |                       |                       |
| balk (v)              |                       | Q                     |                       |                       |                       |                       |                       |                       |                       | F                     |                       |                       |                       |                       |                       |
| vloer (v)             |                       | Q                     |                       |                       |                       |                       |                       |                       |                       | F                     |                       |                       |                       |                       |                       |
| Ritmische gymnastiek  |                       |                       |                       |                       |                       |                       |                       |                       |                       |                       |                       |                       |                       |                       |                       |
| team (v)              |                       |                       |                       |                       |                       |                       |                       |                       |                       |                       |                       |                       |                       | Q                     | F                     |
| individueel (v)       |                       |                       |                       |                       |                       |                       |                       |                       |                       |                       |                       |                       | Q                     | F                     |                       |
| Trampolinespringen    |                       |                       |                       |                       |                       |                       |                       |                       |                       |                       |                       |                       |                       |                       |                       |
| trampoline (v)        |                       |                       |                       |                       |                       |                       | Q+F                   |                       |                       |                       |                       |                       |                       |                       |                       |
| trampoline (m)        |                       |                       |                       |                       |                       |                       | Q+F                   |                       |                       |                       |                       |                       |                       |                       |                       |

## Deelnemende landen
Er deden 318 gymnasten uit 54 landen mee bij het gymnastiek op de Olympische Zomerspelen in Parijs, waarvan 110 mannen en 206 vrouwen.
Voor Haïti en Indonesië was het de eerste keer dat ze op de Olympische Spelen aan gymnastiek meededen. 

## Kwalificaties
De kwalificatieprocedure is vereenvoudigd ten opzichte van de Spelen in Tokio. 

### Artistieke gymnastiek
In het turnen konden teams zich kwalificeren via de wereldkampioenschappen in 2022 en 2023. Individuele gymnasten konden zich plaatsen via het wereldkampioenschap in 2023, de wereldbekerseries in 2024, of via de continentale kampioenschappen. 
Voor België zijn er 3 mannen en 2 vrouwen gekwalificeerd: Luka van den Keybus, Noah Kuavita, Nina Derwael, Maellyse Brassart en 1 man nog te bepalen.
Nederland heeft zowel bij de mannen als de vrouwen een volledig team gekwalificeerd. 

### Ritmische gymnastiek
In de ritmische gymnastiek konden de teams zich plaatsen via de wereldkampioenschappen in 2022. Individuele atleten hebben zich gekwalificeerd op de wereldkampioenschappen in 2022 en 2023, of via de continentale kampioenschappen. 

### Trampoline
Bij het trampolinespringen konden atleten zich plaatsen via de wereldkampioenschappen in 2023, de wereldbekerseries 2023-24, of via de continentale kampioenschappen.

## Medailles

### Medaillewinnaars

#### Ritmische gymnastiek
| Onderdeel         | Goud | Goud                                                         | Zilver | Zilver                                                                | Brons | Brons                                                                           |
| ----------------- | ---- | ------------------------------------------------------------ | ------ | --------------------------------------------------------------------- | ----- | ------------------------------------------------------------------------------- |
| Meerkamp (v)      | GER  | Darja Varfolomeev                                            | BUL    | Boryana Kaleyn                                                        | ITA   | Sofia Raffaeli                                                                  |
| Meerkamp team (v) | CHN  | Guo Qiqi Hao Ting Huang Zhangjiayang Wang Lanjing Ding Xinyi | ISR    | Ofir Shaham Diana Svertsov Adar Friedmann Romi Paritzki Shani Bakanov | ITA   | Alessia Maurelli Martina Centofanti Agnese Duranti Daniela Mogurean Laura Paris |

#### Trampoline
| Onderdeel | Goud | Goud              | Zilver | Zilver                  | Brons | Brons           |
| --------- | ---- | ----------------- | ------ | ----------------------- | ----- | --------------- |
| Mannen    | AIN  | Ivan Litvinovitsj | CHN    | Wang Zisai              | CHN   | Yan Langyu      |
|           |      |                   |        |                         |       |                 |
| Vrouwen   | GBR  | Bryony Page       | AIN    | Viyaleta Bardzilouskaya | CAN   | Sophiane Méthot |

#### Turnen
Mannen
| Onderdeel     | Goud | Goud                                                                      | Zilver | Zilver                                                   | Brons | Brons                                                             |
| ------------- | ---- | ------------------------------------------------------------------------- | ------ | -------------------------------------------------------- | ----- | ----------------------------------------------------------------- |
| Brug          | CHN  | Zou Jingyuan                                                              | UKR    | Illja Kovtoen                                            | JPN   | Shinnosuke Oka                                                    |
| Paard voltige | IRL  | Rhys McClenaghan                                                          | KAZ    | Nariman Kurbanov                                         | USA   | Stephen Nedoroscik                                                |
| Rekstok       | JPN  | Shinnosuke Oka                                                            | COL    | Ángel Barajas                                            | CHN   | Zhang Boheng                                                      |
| Rekstok       | JPN  | Shinnosuke Oka                                                            | COL    | Ángel Barajas                                            | TPE   | Tang Chia-hung                                                    |
| Ringen        | CHN  | Liu Yang                                                                  | CHN    | Zou Jingyuan                                             | GRE   | Eleftherios Petrounias                                            |
| Sprong        | PHI  | Carlos Yulo                                                               | ARM    | Artur Davtyan                                            | GBR   | Harry Hepworth                                                    |
| Vloer         | PHI  | Carlos Yulo                                                               | ISR    | Artem Dolgopyat                                          | GBR   | Jake Jarman                                                       |
| Meerkamp      | JPN  | Shinnosuke Oka                                                            | CHN    | Zhang Boheng                                             | CHN   | Xiao Ruoteng                                                      |
| Meerkamp team | JPN  | Daiki Hashimoto Kazuma Kaya Shinnosuke Oka Takaaki Sugino Wataru Tanigawa | CHN    | Liu Yang Su Weide Xiao Ruoteng Zhang Boheng Zou Jingyuan | USA   | Asher Hong Paul Juda Brody Malone Stephen Nedoroscik Fred Richard |

Vrouwen
| Onderdeel     | Goud | Goud                                                          | Zilver | Zilver                                                                  | Brons | Brons                                                                    |
| ------------- | ---- | ------------------------------------------------------------- | ------ | ----------------------------------------------------------------------- | ----- | ------------------------------------------------------------------------ |
| Balk          | ITA  | Alice D'Amato                                                 | CHN    | Zhou Yaqin                                                              | ITA   | Manila Esposito                                                          |
| Brug ongelijk | ALG  | Kaylia Nemour                                                 | CHN    | Qiu Qiyuan                                                              | USA   | Sunisa Lee                                                               |
| Sprong        | USA  | Simone Biles                                                  | BRA    | Rebeca Andrade                                                          | USA   | Jade Carey                                                               |
| Vloer         | BRA  | Rebeca Andrade                                                | USA    | Simone Biles                                                            | ROU   | Ana Bărbosu                                                              |
| Meerkamp      | USA  | Simone Biles                                                  | BRA    | Rebeca Andrade                                                          | USA   | Sunisa Lee                                                               |
| Meerkamp team | USA  | Simone Biles Jade Carey Jordan Chiles Sunisa Lee Hezly Rivera | ITA    | Angela Andreoli Alice D'Amato Manila Esposito Elisa Iorio Giorgia Villa | BRA   | Rebeca Andrade Jade Barbosa Lorrane Oliveira Flávia Saraiva Júlia Soares |

### Medaillespiegel
| Plaats | Land                           | NOC | Goud | Zilver | Brons | Totaal |
| ------ | ------------------------------ | --- | ---- | ------ | ----- | ------ |
| 1      | China                          | CHN | 3    | 6      | 3     | 12     |
| 2      | Verenigde Staten               | USA | 3    | 1      | 5     | 9      |
| 3      | Japan                          | JPN | 3    | 0      | 1     | 4      |
| 4      | Filipijnen                     | PHI | 2    | 0      | 0     | 2      |
| 5      | Brazilië                       | BRA | 1    | 2      | 1     | 4      |
| 6      | Italië                         | ITA | 1    | 1      | 3     | 5      |
| 7      | Individuele Olympische atleten | AIN | 1    | 1      | 0     | 2      |
| 8      | Groot-Brittannië               | GBR | 1    | 0      | 2     | 3      |
| 9      | Algerije                       | ALG | 1    | 0      | 0     | 1      |
| 9      | Duitsland                      | GER | 1    | 0      | 0     | 1      |
| 9      | Ierland                        | IRL | 1    | 0      | 0     | 1      |
| 12     | Israël                         | ISR | 0    | 2      | 0     | 2      |
| 13     | Armenië                        | ALG | 0    | 1      | 0     | 1      |
| 13     | Bulgarije                      | BUL | 0    | 1      | 0     | 1      |
| 13     | Colombia                       | COL | 0    | 1      | 0     | 1      |
| 13     | Kazachstan                     | KAZ | 0    | 1      | 0     | 1      |
| 13     | Oekraïne                       | UKR | 0    | 1      | 0     | 1      |
| 18     | Canada                         | CAN | 0    | 0      | 1     | 1      |
| 18     | Chinees Taipei                 | TPE | 0    | 0      | 1     | 1      |
| 18     | Griekenland                    | GRE | 0    | 0      | 1     | 1      |
| 18     | Roemenië                       | ROU | 0    | 0      | 1     | 1      |